# معركة فريتفال
معركة فريتفال وقعت في 3 يوليو 1194، كانت معركة من القرون الوسطى، جزءًا من القتال الدائر بين ريتشارد قلب الأسد وفيليب الثاني ملك فرنسا الذي استمر من عام 1194 إلى وفاة ريتشارد في أبريل عام 1199. خلال المعركة، نصبت القوات الإنجليزية والنورمانية كمينا للجيش الفرنسي، الذي تعرض للهزيمة. تمكن فيليب من الفرار لكنه فقد أرشيفه الذي استولى عليه ريتشارد. بعد المعركة، قرر فيليب الاحتفاظ بها في باريس، مما أدى إلى إنشاء المكتبة الوطنية الفرنسية، المحفوظات الوطنية.

## الخلفية

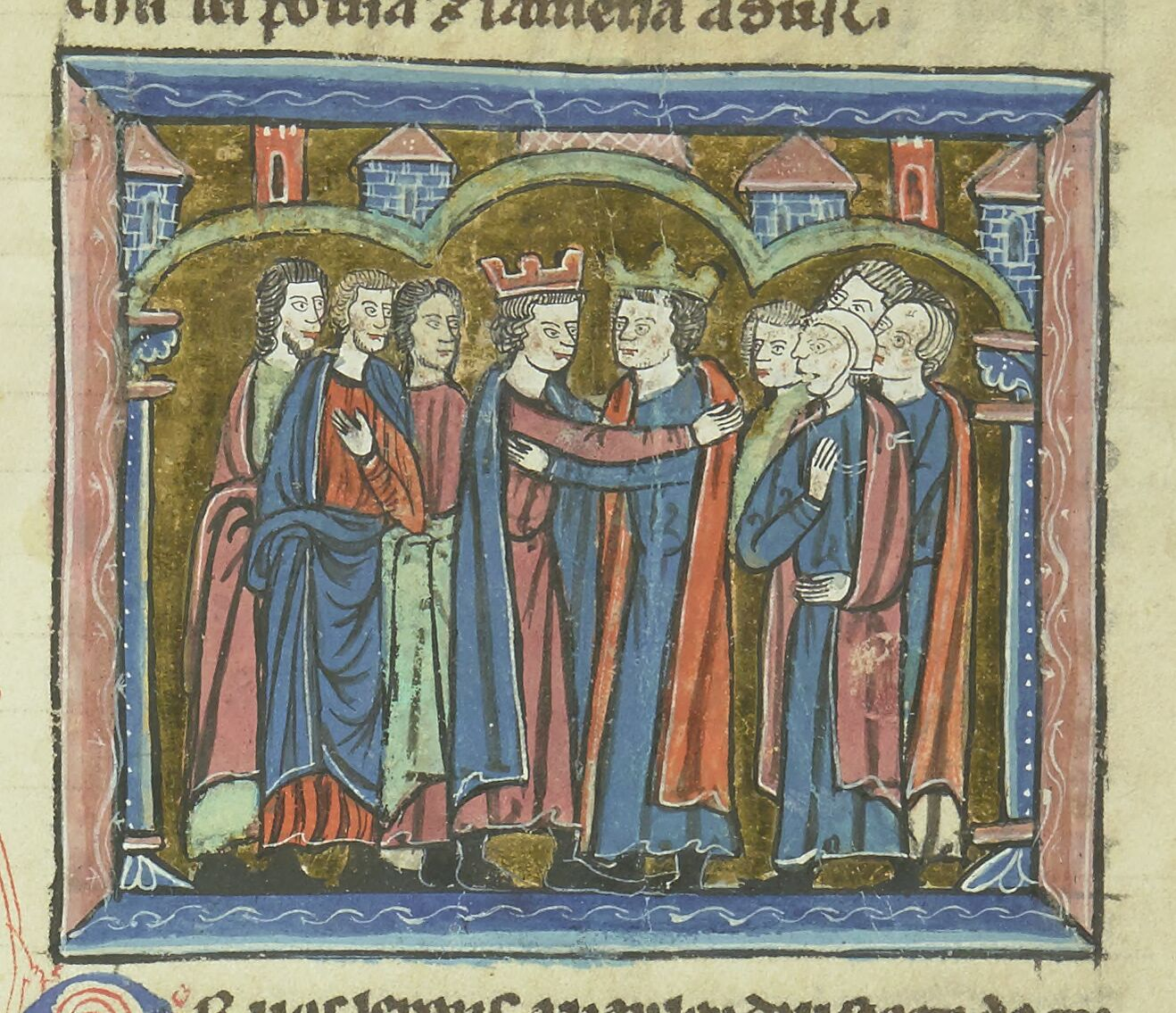
ريتشارد قلب الأسد وفيليب أغسطس

كان الملك ريتشارد الأول ملك إنجلترا قد تم القبض عليه وسجن من قبل ليوبولد دوق النمسا عند عودة الملك من الحملات الصليبية في ديسمبر 1192. لأكثر من سنة، تم التفاوض على شروط الإفراج عنه، حتى تم الإفراج عنه عند دفع فدية ضخمة في يناير 1194. بينما كان مسجوناً، تحالف جون شقيق ريتشارد ضد ريتشارد مع الملك الفرنسي فيليب الثاني، الذي كان يريد أيضًا أن يأسر الملك الإنجليزي. وكان جون قد منح فيلب الكثير من الأراضي من ممتلكات ريتشارد في آكيتاين. فضلا عن العديد من القلاع، وهذا يشمل جميع أراضي الدوقية شرق نهر السين. خلال سجن ريتشارد، كان فيليب قد بذل محاولات لاحتلال هذه العقارات ماديا الاحتلال هذه العقارات مع بعض النجاح، خاصة حول قناتي الموانئ دييب ولو تريبور المهمتين. ومع ذلك، بمجرد أن عاد ريتشارد إلى نورماندي، صنع جون السلام معه، وتخلي عن فيليب،  شرع ريتشارد في كشف الكثير من مكاسب فيليب الأخيرة في المنطقة،  ابتداءً من رفع حصار فيليب من فيرنوي في 29 مايو 1194. هناك، واضطر فيليب إلى تراجع متسرع، وتنبئ خسائره في فريتفال، وتخلى عن محركات الحصار وغيرها من المعدات القيمة.

## لقاء في غابة فريتفال
الملك فيليب ربما تعقب جيش ريتشارد، حيث انتقل الأخير من خلال وادي لوار، في محاولة لتقييد الجيش الإنكليزي للمناورة. ومع ذلك، ريتشارد حمل الفرنسييين علي الهرب، في الملاحقة تم قتل حصان الملك الإنجليزي. على الرغم من أن المعاصرين وصفوا المواجهة بأنها معركة، يبقى من غير المؤكد ما إذا كانت القوّتين قد إلتحمتا فمن الممكن أن الجزء الخلفي من القوة الفرنسية اشتبك مع الإنجليزي. ومع ذلك، كجزء من الحرب التي كانت المناوشات هي الشكل المعتاد للقاء-فريتفال لم تكن تختلف- فقد قيل أنها لا تستحق تسميتها بمعركة.' في ما كان على الأرجح هو كمين نصبه الإنجليز،  يبدو أن فيليب ترك قطار أمتعته في خشب بينما اقترب ريتشارد، وهرب إلى سان هيلير. مصلى في عشية عيد العنصرة. كتب المؤرخ جون جيلينغهام كان «رحيل فيليب المفاجئ» هو «القشة الأخيرة لقواته، التي أضعفت معنوياتهم بسبب تهديد إمداداتهم».' شرع ريتشارد في هروب الجنود الفرنسيين المنسحبين، قبل دخول فيرنيه في انتصار. المشاركة في فريتفال وصفت بأنها «كارثة طفيفة» لفيليب، على الرغم من أنها ربما هزيمة من الناحية السياسية أكثر من كونها عسكريا.
أحد الأسباب التي جعلت ملوك هذه الفترة في كثير من الأحيان يواجهون نتائج سلبية في المعارك الضارية كانت حقيقة أنهم يسافروا كحكومة متجولة وخزينة بدوية، التي كانت أكثر قيمة من أن تخسر في ساحة المعركة. وحيث أن ملوك هذه الفترة غالباً ما كانوا يسافرون كقاعات ملكية متجولة، فإن قطار الأمتعة في فيليب لا يحتوي على تأثيرات شخصية فقط، مثل الأثاث المنزلي. بل أيضا الأدوات اللازمة للحكومة وتجميع الضرائب. من بين حقائب الملك الفرنسي، التي استولت عليها القوة الإنجليزية، كان ختمه الشخصي،  والوثائق الأرشيفة الهامة مثل السجلات المالية، والمواثيق الدومانية، ومخزونات الدفع، والإيصالات وإيرادات الدخل. وقال أحد المؤرخين الفرنسيين إن «الكنز الكبير كان ذا قيمة هائلة». فيليب تمكن من التراجع السريع عبر نهر إبت، وفي أثناء ذلك انهار جسر تحت أقدام الجيش المتراجع. وقد أدى هذا على ما يبدو إلى غرق الملك الفرنسي من خلاله، وهو ما وصفه أحد الكتاب بأنه «الأمر الذي أسعد ريتشارد». قد يكون الملك الإنجليزي قد جاء «في غضون دقائق» ليأسر فيليب  لكن كونه متحمسا بشكل مفرط في محاولته للقبض على فيليب، ركب لمسافة كبيرة بعد الكنيسة حيث كان فيليب مختبئا في الواقع، مما سمح له بالفرار.

## بعد المعركة
وتم الادعاء أن الوثائق قدمت لريتشارد أسماء وتفاصيل جميع جواسيس فيليب وعملاءه في دوقية آكيتاين، وكذلك فارين الأنجويون إلى الفرنسيين. على الأقل واحد من المؤرخين المعاصرة قد قال: «وسكن بمحبة» كناية على إذلال الملك الفرنسي، في حين -ربما انتقامًا- فيليب نهب مدينة إفرو التي كانت ملكًا لحليف فيليب السابق، جون، فضلا عن الكنائس المحلية. لكن المؤرخين الفرنسيين- وربما هذا غير مثير للدهشة- كانوا يميلون إلى التغلب على هزيمة فيليب في فريتيفال. وتم تغطيتها في جملة واحدة.. هذا لم يكن أمراً غير عادي؛ المناوشات الصغيرة مثل فريتيفال تم تسجيلها في كثير من الأحيان من قبل مؤرخي الجانب المنتصر في حين يتم تجاهلها من قبل أولئك الذين خسروا.
ريتشارد، على الرغم من عدم عودته إلى إنجلترا، أرسل الأرشيف الفرنسي الذي تم القبض عليه إلى لندن، حيث تم إيداعه في البرج. نتيجة هذه المعركة أصبح فيليب أول ملك فرنسي لا يأخذ محفوظاته في الحملة معه، كما كانت العادة،  ولكن لإنشاء Trésor de Chartes (خزانة المواثيق) في باريس للإيداع الدائم
ref name="Nora2010">Pierre Nora (15 يوليو 2010). Rethinking France: Les Lieux de Mémoire, Volume 4: Histories and Memories. University of Chicago Press. ص. 87–. ISBN:978-0-226-59135-3. مؤرشف من الأصل في 2023-07-22.</ref> حديثا تم إنشاء Chancery (مكتب المحفوظات). وقد وصف هذا بأنه «خطوة أولى في الحفاظ على السجل الوثائقي للحكومة الملكية».